# Claudia Beamish

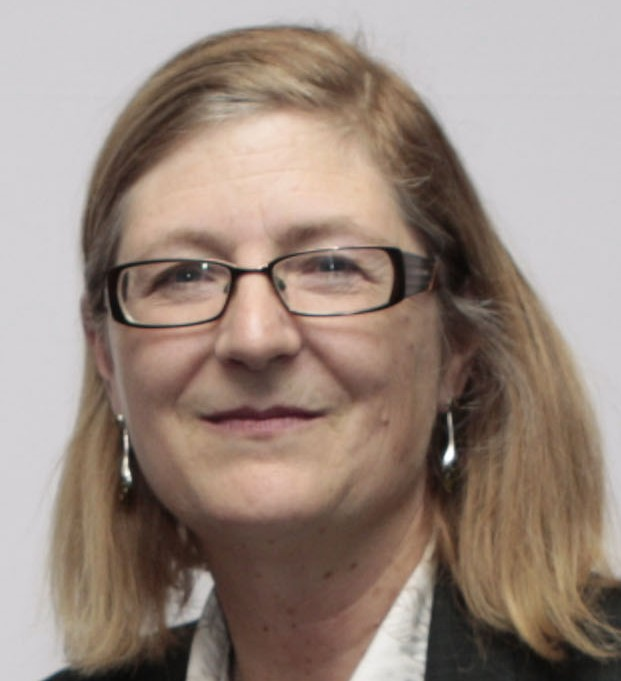
Claudia Beamish

Claudia Hamilton Beamish (* 9. August 1952 in London) ist eine schottische Politikerin englischer Abstammung und Mitglied der Labour Party und der Co-operative Party.

## Leben
Beamish wuchs im Südosten Englands auf. Sie studierte Geschichte und Französisch an der Universität London und erwarb anschließend ihre Zulassung als Grundschullehrerin von der Universität Oxford. In den späten 1980er Jahren siedelte sie sich in Schottland in der Nähe von Kilmarnock an. Beamish ist zweifache Mutter und lebt mit ihrem Lebensgefährten in Pettinain. Sie ist die Tochter des Life Peers und Mitglied des House of Lords Tufton Beamish, Baron Chelwood (Conservative Party).

## Politischer Werdegang
Beamish war die Spitzenkandidatin der Labour Party in der Wahlregion South of Scotland bei den Schottischen Parlamentswahlen 1999, 2003 und 2007. Da die Labour Party infolge der Wahlergebnisse jedoch keine Listenmandate erhielt, verpasste Beamish jeweils den Einzug in das Schottische Parlament. Bei den Parlamentswahlen 2011 konnte die Labour Party schließlich zwei Listenkandidaten entsenden und Beamish zog zusammen mit ihrem Parteikollegen Graeme Pearson erstmals in das Schottische Parlament ein.